# Flavia Pansieri
Flavia Pansieri, född 1951 i Italien, är en italiensk tjänsteman.
Flavia Pansieri studerade vid Milanos universitet, där hon disputerade i filosofi, samt vid Università Ca' Foscari i Venedig, där hon disputerade i kinesiska språket.
Hon arbetade under 30 år inom FN-systemet från 1983, då hon började arbeta för FN:s utvecklingsprogram i Kina, från 1987 i Bangladesh, från 1990 i Myanmar samt 1993-95 för FN:s kontor för narkotikakontroll och förebyggande av brott (UNODC) i Laos och 1995-98 i UNODC:s huvudkontor i Wien i Österrike. Åren 1998-2001 var hon biträdande chef för FN:s utvecklingsfond för kvinnor (UNIFEM) i New York, varefter hon var landansvarig för Mellanöstern på UNDP i New York  och därefter UNDP:s representant i Jemen 2004-08.
Mellan 2008 och 2013 var hon chef för UNIFEM i New York. Flavia Pansieri utnämndes till ställföreträdande chef för OHCHR den 15 mars 2013 och slutade den 22 juli 2015 i samband med affären kring påstådda sexuella övergrepp av franska FN-soldater i Centralafrikanska republiken.

## Affären med avslöjanden om övergrepp i Centralafrikanska republiken av franska FN-soldater
I april 2015 avslöjade The Guardian att FN:s högkommissarie för mänskliga rättigheter (OHCHR) suspenderat chefen för OHCHR:s fältavdelning Anders Kompass från sitt arbete med anklagelsen att han "läckt" en hemlig rapport om sexuella övergrepp mot barn i Centralafrikanska republiken till franska regeringen. Detta ledde till en för FN besvärande affär.
Anders Kompass hade den 7 augusti 2014, ett par veckor efter det han överlämnat OHCHR:s rapport om de misstänkta franska pedofildåden, informerat sin chef Flavia Pianseri om att han överlämnat rapporten till den franska ambassaden i Genève. Hon agerade dock inte på denna information. Hon gjorde däremot ett uttalande om att Anders Kompass borde avgå. Han suspenderades från sin tjänst i april 2015.
I Frankrike genomförs en förundersökning om misstänkt pedofili sedan 2014. En intern FN-domstol dömde den 6 maj 2015 i ett utslag att suspensionen av Anders Kompass var olaglig och att den omedelbart skulle hävas. På skriftlig begäran av Zeid Ra’ad Al Hussein den 9 april 2015 utreds (hösten 2015) frågan om möjligt regelbrott av FN:s internrevision, FN:s kontor för intern översyn. Den ställföreträdande chefen för OHCHR Flavia Pansieri avgick den 22 juli från sin post.  Zeid Ra’ad Al Hussein själv föreslog i oktober 2015 att den avdelning som Anders Kompass var chef för skulle läggas ned.  FN:s generalsekreterare Ban Ki-moon tillsatte efter extern press den 22 juni 2015 en utredning, vars rapport i december 2015 friade Anders Kompass.